# Marcello Bertinetti
Marcello Bertinetti (Vercelli, Piemont, 26 d'abril de 1885 – Vercelli, 31 de juliol de 1987) va ser un tirador d'esgrima italià, que va competir durant el primer quart del segle xx. El seu fill, Franco Bertinetti, també fou un tirador d'esgrima.
El 1908 va prendre part en els Jocs Olímpics de Londres, on disputà les quatre proves del programa d'esgrima. Guanyà la medalla de plata en la competició de sabre per equips, formant equip amb Alessandro Pirzio Biroli, Riccardo Nowak, Abelardo Olivier i Sante Ceccherini. En la competició d'espasa per equips fou quart, mentre en les proves individuals d'espasa i sabre quedà eliminat en sèries.
Hagué d'esperar setze anys per tornar a disputar un Jocs Olímpics, en aquesta ocasió a París el 1924. En ells disputà tres proves del programa d'esgrima, amb un balanç d'una medalla d'or en la competició de sabre per equips i una de bronze en la d'espasa individual. En la competició de sabre individual es retirà després que el seu compatriota Oreste Puliti fos desqualificat.
El 1928, a Amsterdam, disputà els seus darrers Jocs Olímpics, en els quals guanyà una darrera medalla d'or en la competició d'espasa per equips.